# Spilasma
Spilasma Simon, 1897 è un genere di ragni appartenente alla famiglia Araneidae.

## Distribuzione
Le tre specie oggi note di questo genere sono state rinvenute in America meridionale e centrale: la specie dall'areale più vasto è la S. duodecimguttata reperita in diverse località dall'Honduras alla Bolivia, incluso il Brasile.

## Tassonomia
Dal 2012 non sono stati esaminati esemplari di questo genere.
A marzo 2014, si compone di tre specie:
- Spilasma baptistai Levi, 1995 - Brasile
- Spilasma duodecimguttata (Keyserling, 1879)[2] - dall'Honduras alla Bolivia, Brasile
- Spilasma utaca Levi, 1995 - Perù

### Specie trasferite
- Spilasma africana Simon, 1903; trasferita al genere Prasonica Simon, 1895[1].
- Spilasma tubulofaciens (Hingston, 1932); trasferita al genere Micrepeira Schenkel, 1953[1].

### Nomen nudum
- Spilasma richei Lopez, 1985; di questa denominazione non è stato possibile reperire l'esemplare, secondo un lavoro dell'aracnologo Levi (1995b) è da ritenersi nomen nudum[1].